# Barry Seal (polityk)
Barry Herbert Seal (ur. 28 października 1937 w Halifaksie) – brytyjski polityk i nauczyciel akademicki, poseł do Parlamentu Europejskiego I, II, III i IV kadencji.

## Życiorys
Kształcił się na University of Bradford (Master of Science), uzyskał następnie doktorat. Pracował w przemyśle tekstylnym i chemicznym, a także jako nauczyciel akademicki. Zaangażował się w działalność polityczną w ramach Partii Pracy. Od 1971 do 1979 był radnym, pełnił funkcję przewodniczącego frakcji laburzystów.
W latach 1979–1999 przez cztery kadencje sprawował mandat eurodeputowanego, wchodząc w skład frakcji socjalistycznej. Był m.in. wiceprzewodniczącym i przewodniczącym Komisji ds. Gospodarczych i Walutowych oraz Polityki Przemysłowej oraz wiceprzewodniczącym Komisji ds. Stosunków Gospodarczych z Zagranicą. Po odejściu z PE kierował instytucjami brytyjskiej służby zdrowia w ramach National Health Service.